# Underground Development
Z-Axis Ltd. és una empresa desenvolupadora de videojocs fundada el 1994 a Foster City, Califòrnia i adquirida per Activision el 2001. La companyia és probablement més famosa per la creació de BMX XXX per Acclaim que va afegir contingut adult per fer-lo més interessant.

## Videojocs creats
- Alexi Lalas International Soccer
- Aggressive Inline
- BMX XXX
- Dave Mirra Freestyle BMX (Dave Mirra)
- Dave Mirra Freestyle BMX 2
- Dave Mirra Freestyle BMX: Maximum Remix
- Enemy Territory: Quake Wars (PS3)
- Thrasher presents Skate and Destroy
- Three Lions
- X-Men: The Official Game